# Graf von Saint Germain

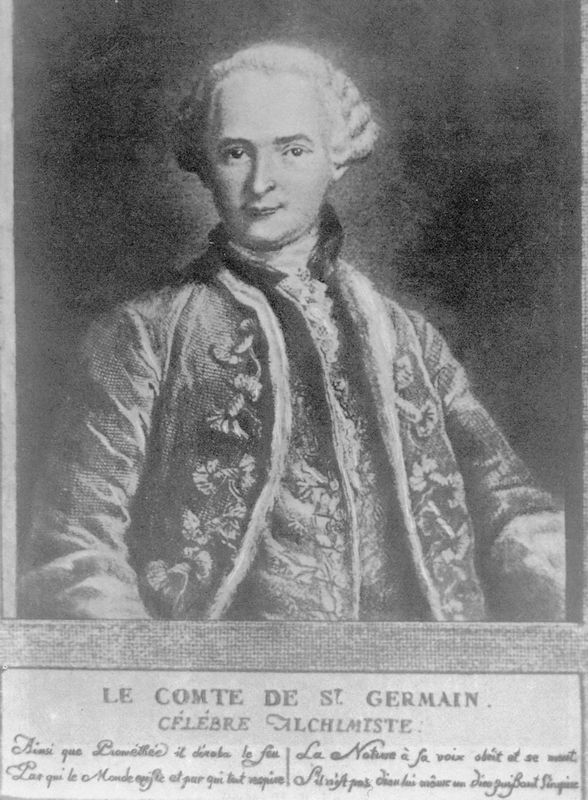
Graf von Saint Germain

Der Graf von Saint Germain [sɛ̃ʒɛʀˈmɛ̃], auch: Graf von Aymar; Graf von Bellamare oder Belmar; Graf Soltikoff; Graf Welldone u. a. (* ca. 1710; † 27. Februar 1784 in Eckernförde), war ein Abenteurer, Hochstapler, Alchemist, Okkultist und Komponist. Um seine Person ranken sich zahlreiche Legenden, die teilweise von ihm selbst geschaffen wurden.

## Leben
Die erste gesicherte Meldung von einem Grafen von Saint Germain stammt aus den Briefen Walpoles 1745. Diesen zufolge hielt er sich schon zwei Jahre in London auf, besaß eine ausgesuchte Sammlung von Juwelen, komponierte und trat als exzellenter Geigenspieler auf. Außerdem ließ er in London unter anderem eine italienische Liedsammlung und Violinsonaten drucken. Im Rahmen des allgemeinen Misstrauens und der Feindseligkeiten gegen katholische Ausländer wegen des damaligen jakobitischen Aufstands in Schottland wurde Saint Germain vorübergehend verhaftet; schließlich erregte er die Neugier des Fürsten von Wales und freundete sich mit Philip Stanhope an.
Er lernte in Wien den französischen Kriegsminister Marschall von Belle-Isle (1684–1761) kennen, den er unter anderem mit Plänen einer Invasion Englands derart beeindruckte, dass dieser ihn nach Paris einlud. Die Zeit dort von 1756 bis 1760 gilt als Höhepunkt von Saint Germains Laufbahn. Casanova schildert in seinen Memoiren Histoire de ma vie anschaulich, wie der Graf Abendgesellschaften damit unterhielt, vorzugeben, Zeuge wichtiger, weit zurückliegender historischer Ereignisse gewesen zu sein, die er in genauen Einzelheiten schilderte und dabei sehr gute historische Kenntnisse durchblicken ließ. Dabei setzte Saint Germain stets eine todernste Miene auf und aß und trank außerdem nichts. Selbst die Pompadour (1721–1764) unterhielt er auf diese Weise, wie ihre Kammerfrau du Hausset berichtet. Stets auf der Suche nach neuen Möglichkeiten, den König Ludwig XV. zu unterhalten, stellte sie ihm Saint Germain vor – mit vollem Erfolg: Im Trianon-Schlösschen in Versailles ließ der König ein Alchemielabor einrichten, und 1758 stellte er Saint Germain darüber hinaus Räume im Loireschloss Chambord zur Verfügung, wo dieser unter anderem an neuen Methoden für die Textilfärberei experimentierte. Saint Germain behauptete, Fehler in Edelsteinen beseitigen und Diamanten zu größeren verschmelzen zu können. Er lieferte dem König auch Proben ab, hütete sich aber, in diesem Fall Tricksereien anzuwenden. Zudem lehnte er es kategorisch ab, dem König Mittel zu verabreichen. Anscheinend war Saint Germain auch in der Pharmazie bewandert und behauptete, ein Aqua benedetta zu besitzen, das bei Damen das Altern stoppte. Dieses trug zwar sehr zur Beliebtheit des Grafen bei, jener machte aber in seiner Zeit in Paris kein Geschäft daraus.
Das enge Verhältnis zum König führte schließlich auch zu seinem Sturz in Paris. Ludwig XV. pflegte, an seinem Außenminister Choiseul vorbei und ohne dessen Wissen, diplomatische Aktivitäten zu entfalten („Secret du Roi“ genannt); insbesondere war er 1760 der hauptsächlich von Choiseul eingefädelten Allianz mit den Österreichern im Siebenjährigen Krieg überdrüssig, der sich zu einem weltumspannenden Konflikt mit England ausgeweitet hatte. Saint Germain wurde dazu benutzt, in Den Haag über einen möglichen Friedensschluss vorzufühlen. Als der französische Botschafter Louis Augustin d’Affry von Saint Germains Aktivitäten erfuhr und diese seinem Minister Choiseul berichtete, befahl dieser sofort die Verhaftung von Saint Germain. Da sich der König unwissend stellte, sah sich Saint Germain gezwungen, nach London zu flüchten.
Saint Germain mied nun eine Weile Frankreich und hielt sich hauptsächlich in den Niederlanden und Deutschland auf, wo er gerne den Decknamen Welldone benutzte. Saint Germain soll nach den Worten von Grigori Grigorjewitsch Orlow eine Rolle beim Putsch von Katharina II. 1762 in St. Petersburg gespielt haben, Näheres ist darüber aber nicht bekannt. 1763 kaufte Saint Germain sich ein Gut bei Nijmegen und richtete sich ein Laboratorium ein, wobei er die reiche Brüsseler Geschäftsfrau Nettine und den Statthalter des Kaisers Graf Philipp von Cobenzl für die Gründung von Manufakturen gewinnen konnte, sodass diese große Geldsummen vorstreckten. Die Tests der Farb- und Textilproben durch den skeptischen kaiserlichen Minister Kaunitz in Wien fielen jedoch negativ aus. Im August verschwand Saint Germain aus den Niederlanden, wobei er beträchtliche Schulden hinterließ.
Über die nächsten zehn Jahre liegen wenig Quellenaussagen vor; Saint Germain scheint sich in Russland und Italien aufgehalten zu haben.
1774 hielt er sich am Hof des Markgrafen Karl Alexander von Brandenburg-Ansbach/Brandenburg-Bayreuth auf, mit dem er in seinem Schloss Triesdorf mit Farbstoffen experimentierte und den er auch im nahen Nürnberg Grigori Orlow vorstellte, der ihn als seinen Freund bezeichnete und ihm größere Geldsummen übergab. Saint Germain spielte in verschiedenen Freimaurerzirkeln, die damals im Deutschen Reich den Zugang zu einflussreichsten Kreisen ermöglichten, eine bedeutende Rolle und schuf sich so eine neue Legende: Beispielsweise war Cagliostro sehr daran gelegen, als sein Schüler zu gelten. Daneben war Saint Germain angeblich auch Rosenkreuzer und vertrat eine okkulte Variante der Freimaurerei, was ihn bei Freimaurern umstritten machte: der Herzog von Braunschweig ließ ihn 1777 überprüfen und fand, dass er entgegen seinen Angaben nicht in die höheren Grade eingeweiht sei. 1778 gelang es Saint Germain in Hamburg bzw. dem nahen Altona, die Freundschaft des von Alchemie und Freimaurermythen begeisterten Karl von Hessen-Kassel, des Statthalters des dänischen Königs in Schleswig, zu erringen. Auf seinem Sommerschloss in Louisenlund richtete dieser dem Grafen ein Alchemistenlabor ein (der „Alchemistenturm“ ist heute abgetragen), und im nahen Eckernförde gründeten beide eine Seidenfärberei. Allerdings bekam Saint Germain das Klima nicht. Schließlich starb er laut Kirchenbucheintrag am 27. Februar 1784 in Eckernförde. Saint Germain wurde in St. Nicolai begraben – sein Grabstein fiel einer Sturmflut zum Opfer.

## Herkunft
Rätselhaft sind die Herkunft des Grafen von Saint Germain und die Quellen seines Reichtums. Hier die wichtigsten Hypothesen:
- Er selbst gab seinerzeit in Deutschland zum Beispiel gegenüber dem Landgrafen von Hessen-Kassel an, der Sohn des transsylvanischen Fürsten Franz II. Rákóczi (1676–1735) zu sein,[9] konnte dies aber nicht beweisen. Auch in der okkulten und Freimaurer-Literatur wird dies zum Teil behauptet. Die beiden Söhne von Rákóczi, der in Ungarn die Kuruzenaufstände gegen Österreich anführte, aber später im Exil in Paris bzw. ab 1717 in der Türkei lebte, waren als eine Art Geiseln am Wiener Hof aufgezogen worden. Nach dieser Herkunfts-Hypothese wäre ein weiterer Sohn, Leopold Georg, geb. 1696, zwar offiziell 1700 gestorben, aber insgeheim beim letzten Medici-Herzog Gian Gastone de’ Medici der Toskana aufgezogen worden (das hatte Saint Germain ebenfalls gegenüber dem Landgrafen behauptet)[10]. Es stellt sich dann allerdings die Frage, warum Rákóczi ihn nicht anerkannte bzw. warum Saint Germain seine Abkunft nicht beweisen konnte. Die These einer Verbindung zu Rákóczi vertritt auch Jean Overton-Fuller.[11] Nach ihr war Saint Germain ein unehelicher Sohn von Rákóczi, der sich 1693 auf seiner Kavalierstour in Italien vier Monate in Florenz aufhielt, und Violante Beatrix von Bayern, der Ehefrau von Ferdinando de Medici, dem Bruder von Gian Gastone (die Ehe war kinderlos, wahrscheinlich weil Ferdinando de Medici unfruchtbar war). Danach wäre dann Saint Germain am Hof von Gian Gastone in Florenz aufgezogen worden.

- Eine wahrscheinlichere Hypothese[12] nimmt an, dass er der Sohn der letzten spanischen Habsburgerkönigin Maria Anna von Pfalz-Neuburg (1667–1740) und eines jüdischen Bankiers in Madrid, Comte Adanero, den sie zu ihrem Finanzminister machte, war. Nachdem König Karl II. 1700 kinderlos starb, was den Spanischen Erbfolgekrieg zur Folge hatte und den Bourbonen zum spanischen Thron verhalf, lebte sie in Bayonne im französischen Baskenland im Exil. Auch der französische Außenminister Herzog von Choiseul machte eine Andeutung in dieser Richtung, als er mit der Frage konfrontiert wurde, warum der französische Staat nichts über ihn wisse: „Er sei der Sohn eines portugiesischen Juden, der den Hof täuschte.“[13] Baron Carl Heinrich von Gleichen (1733–1807), dänischer Gesandter in Paris, berichtet in seinen Memoiren, der Baron Philipp von Stosch (ein bekannter deutscher Kunstsammler in Florenz, zeitweise Doppel-Agent der Engländer bei den Jakobiten in Rom) habe ihm in Florenz gesagt, er habe zur Zeit des Regenten Philippe II. de Bourbon, duc d’Orléans, also 1715–1723, in Paris einen Marquis von Montferrat gekannt, Sohn der Witwe Karls II. und eines Bankiers aus Madrid. Saint Germain benutzt auch später diesen Decknamen in Italien. Auch ein Aufwachsen in Italien wäre mit der Pfalz-Neuburg-Hypothese vereinbar, denn die Schwester des letzten Medici-Großherzogs der Toskana, Gian Gastone de’ Medici, war mit dem Pfälzer Kurfürsten Johann Wilhelm, dem Bruder der Königin Maria Anna, verheiratet. Auch der Saint-Germain-Forscher Charconac plädiert für die Pfalz-Neuburg-Variante und gibt als Vater Jean Thomas Enriquez de Cabrera an, Herzog von Rioseco, elfter und letzter Amirante von Kastilien, mit umfangreichem Besitz in Sizilien.

- Nach den Memoiren der Marquise von Crequi war er ein Elsässer Jude namens Simon Wolff.

- Nach Ansicht der Madame de Pompadour war er ein Bastard des Königs von Portugal.[14]

- Nach Casanova[15] war er ein italienischer Geigenspieler namens Catalani. Das Urteil des Venezianers, der selbst zeitweilig in einem Orchester Geige spielte, wiegt schwer: Saint Germain muss sicherlich in seinen jüngeren Jahren längere Zeit in Italien aufgewachsen sein.

- Der Minister des Markgrafen von Baden, von Gemmingen, will in Italien erfahren haben, er sei der Sohn eines Steuereinnehmers aus San Germano im Piemont namens Rotondo und um 1710 geboren.[16]

- Gegenüber der Schwester von Friedrich dem Großen, Prinzessin Amalie von Preußen, gab er an, aus einem Land in Europa zu kommen, das nie von fremden Mächten besetzt gewesen sei und eine königliche Linie so lang wie die Bourbonen habe.[17] Nach Overton-Fuller kommt dafür nur Bayern in Frage und die Wittelsbacher, für sie eine weitere Unterstützung ihrer oben erwähnten Abstammungsthese.

Saint Germain war vielsprachig – er sprach perfekt Italienisch, Deutsch, Spanisch, Portugiesisch, Französisch (mit piemontesischem Akzent), Englisch und las einige tote Sprachen. Geographisch deutet das sowohl zur Iberischen Halbinsel als auch ins italienische Piemont. In der ersten Mitteilung über sein Auftreten in London ist auch davon die Rede, dass er polnisch sprach, was eher ungewöhnlich ist.
Über sein Geburtsdatum ist nichts bekannt. Zur Zeit seines Auftretens in Paris (ca. 1756) schätzt ihn Madame du Hausset auf um die 50. Nach Hartmut Verfürden ist er zwischen 1710 und 1715 geboren, wobei er einen Brüsseler Zeitungsbericht von 1760 anführt, in dem von einem Geburtsjahr 1712 und Geburtsland Italien die Rede ist.

## Trivia und Ergänzungen
Das einzig erhaltene Bild von Saint Germain stammt aus dem Nachlass der Marquise d’Urfé (danach der oben abgebildete Stich von N. Thomas). Das Gemälde selbst ist nicht mehr erhalten. Es zeigt St. Germain in der Zeit um 1760. Casanova und Saint Germain standen in Paris in Konkurrenz zueinander. Beide wollten Einfluss auf die reiche Witwe (Madame d’Urfé) gewinnen, Casanova ihres Geldes wegen, was er offen zugab. Die Motive von Saint Germain blieben Casanova hingegen ein Rätsel, da er anscheinend nicht an ihrem Geld interessiert war.
Die Bemerkung von Voltaire in einem Brief an Friedrich den Großen vom 15. April 1760, Saint Germain sei „ein Mann, der niemals stirbt und alles weiß“, ist ironisch gemeint. Saint Germain irritierte zu dieser Zeit durch sein Auftreten in London Friedrich den Großen, dessen eigenen Unterhändler der französische Außenminister Choiseul festnehmen ließ, um „die Österreicher zu beruhigen“, die über einen möglichen Separatfrieden der Franzosen im Siebenjährigen Krieg besorgt waren. In einem Antwortbrief an Voltaire nennt Friedrich ihn dann auch einen „Graf zum Lachen“ (Comte pour rire). Im März 1777 wandte Saint Germain sich noch einmal über den Gesandten in Dresden Graf Alvensleben an Friedrich den Großen, um seine Dienste anzubieten, wobei er auch eine Liste seiner chemischen und technologischen Fertigkeiten anfügte (abgedruckt bei Volz). Friedrichs Meinung über Saint Germain war um diese Zeit deutlich positiver.
Die Legende des Nicht-Alterns von Saint Germain wirkte so stark, dass viele Memoirenschreiber ihn noch bis weit ins 19. Jahrhundert gesehen haben wollen (Comtesse de Genlis Memoirs 1825 u. a.). Anscheinend bestand auch eine Tendenz, seine Legende mit der des „Ewigen Juden“ zu verschmelzen.
Die Souvenirs de Marie Antoinette der Comtesse d’Adhemar, in denen behauptet wird, dass Saint Germain Marie Antoinette vor einer blutigen Revolution der „Enzyklopädisten“ gewarnt hätte, sind eine Fälschung und stammen nicht von der Vertrauten der Königin, sondern von einem gewissen Lamothe-Langon. Von hier stammt die Legende, Saint Germain habe auch die Zukunft vorhergesagt.
Der Arzt Franz Anton Mesmer, der die Lehre vom Animalischen Magnetismus (Bio-Energie) formuliert hat, soll ein Schüler des Grafen gewesen sein.
Die Spiritistin und Begründerin der „Theosophie“ Madame Blavatsky hielt Saint Germain für einen der „geheimen tibetischen Weisen“. Ihre amerikanische Schülerin Isabel Cooper-Oakley versuchte, das zu untermauern, und betrieb intensive Archivstudien, die sie in ihrem Buch publizierte. Von hier stammt die Legende, Saint Germain sei bis nach Persien und Indien gereist und habe die Weisheitsbücher des Ostens im Sanskrit-Original studiert.
Die Theosophische Gesellschaft Adyar nennt Saint Germain auch „Meister Racoczi“, gibt ihn als „Meister des 7. Strahls“ aus und behauptet, er sei die Inkarnation von Francis und Roger Bacon.
Rudolf Steiner, der Begründer der Anthroposophie, verkündete, hellsehend zu dem Ergebnis gekommen zu sein, dass Christian Rosencreutz – eigentlich eine literarische Romanfigur – im 18. Jahrhundert der Graf von Saint Germain gewesen ist und er auch gegenwärtig wiederverkörpert sei.
Napoleon III. ließ ein umfangreiches Dossier über Saint Germain zusammentragen, das aber in der Zeit der Pariser Kommune in der Präfektur den Flammen zum Opfer fiel.
Nach von Gleichen soll Saint Germain auch ein guter Maler gewesen sein. In Saint Germains Gemäldesammlung befand sich eine (echte?) Heilige Familie von Bartolomé Esteban Murillo. Aufmerksamkeit erregte Saint Germain durch neuartige Farbmisch-Techniken, die Maler wie Maurice Quentin de La Tour und Charles André van Loo bewunderten.
Zu den zahlreichen chemischen Entdeckungen, die er vermarkten wollte, zählt auch ein goldähnliches Metall (er nannte es Similor, also simil or – ähnlich Gold), auch als Carlsgold bzw. Neu-Platinum bekannt. Sein Glanz scheint allerdings nach Berichten von Zeitgenossen nicht von Dauer gewesen zu sein, und die daraus gegossenen Gegenstände liefen sogar schwarz an. Der Landgraf von Hessen-Kassel ließ aus diesem Material in Ludwigsburg (Schleswig-Holstein) unter anderem Medaillen gießen.
Saint Germain propagierte gerne einen Tee aus Senna-Blättern, die damals aus Äthiopien/Arabien eingeführt wurden und eine abführende Wirkung haben. Der Tee ist noch im 19. Jahrhundert in Deutschland und Dänemark als „Saint-Germain-Tee“ bekannt.
Nach älteren Ausgaben von „Groves Dictionary of Music“ (3. Aufl. 1938) ist derjenige, der ca. 1745 in London Musik unter dem Namen St. Germain veröffentlichte, der italienische Komponist und Violinist Giovannini, bekannt als Autor von „Willst du dein Herz mir schenken“ im Notenbüchlein der Anna Magdalena Bach. Er lebte seit 1740 in Berlin und starb 1782. Dies scheint auf einer Verwechslung zu beruhen, die zuerst in einem Künstler-Lexikon von Gerber 1812 unterlaufen war. In London trug Saint Germain unter anderem einige Arien für die mäßig erfolgreiche Oper L'incostanza delusa des italienischen Opernkomponisten Brivio bei (arrangiert von Francesco Geminiani), die die Samstage vom 9. Februar bis 20. April 1745 im Haymarket Theatre aufgeführt wurde. Er studierte dabei auch einige Lieder mit der Sängerin Giulia Frasi ein. Bei einigen Privatkonzerten sang Saint Germain auch selbst. Lady Jemima Grey war von seinem Stil, der Emotionen sehr plastisch zum Ausdruck bringt, und seiner schwachen Stimme nicht sehr erbaut: „His manner is beyond any description“.
Saint Germain wird häufig mit seinen Zeitgenossen, wie etwa dem französischen General und Minister Claude Louis de Saint-Germain oder Robert François Quesnay de Saint-Germain, verwechselt. Es gab auch einen französischen Befehlshaber Renault de Saint-Germain, der 1757 die französische Niederlassung Chandernagore (Candannagar) in Indien an Clive verlor.
In okkulten Kreisen gilt Saint Germain als Autor des Manuskripts der heiligsten Trinosophie, das eine initiatorische, alchimistische Offenbarung mit erklärenden okkulten Symbolen ist. Die 1930 begründete I-am-Bewegung des Kaliforniers Guy W. Ballard (1878–1939) verehrt ihn als spirituelle Leitfigur.

## Zitate
Casanova, Memoiren:

„Er gab sich in jeder Hinsicht als Wunderknabe. Er wollte verblüffen und verblüffte auch tatsächlich. Er hatte eine entschiedene Art zu sprechen, die jedoch nicht missfiel, denn er war gelehrt, sprach fließend alle Sprachen, war sehr musikalisch, ein großer Kenner der Chemie, besaß angenehme Züge und verstand es, sich bei allen Frauen beliebt zu machen.“

Der preußische Botschafter in Dresden, Graf Alvensleben 1777:

„Er ist ein hochbegabter Mann mit hellwachem Verstand, doch ohne jede Urteilskraft. Er hat seinen einzigartigen Ruf nur durch erniedrigendste und gemeinste Schmeichelei erworben, deren ein Mensch fähig ist, und durch seine außerordentliche Eloquenz, mit der er sich, insbesondere wenn man sich von dem Eifer und Enthusiasmus mitreißen lässt, artikulieren kann. Die Triebfeder seines Handelns ist seine bodenlose Eitelkeit.. Er ist anregend und unterhaltend in Gesellschaft, so lange er nur erzählt. Doch sobald er versucht, eigene Gedanken zu entwickeln, kommt seine ganze Schwäche zum Vorschein… Doch wehe dem, der ihm widerspricht.“

Der britische Horrorschriftsteller Horace Walpole, 4. Earl of Orford, urteilte über den Grafen von Saint-Germain 1745 wenig schmeichelhaft:

„Er singt und spielt wunderbar Geige, komponiert, ist verrückt und nicht sehr vernünftig.“

### Sachbücher
Standardwerke sind:
- Paul Chacornac: Le Comte de Saint Germain, Editions Traditionnelles, Paris 1989 (Repr. d. Ausg. Paris 1947, Chacornac Frères)
- Jean Overton Fuller: The Comte de Saint-Germain, London 1988
- Jean Overton Fuller: Saint Germain, Le Comte de, in: Wouter Hanegraaff (Hrsg.), Dictionary of Gnosis and Western Esotericism, Brill 2006
- Gustav Berthold Volz (Hrsg.): Der Graf von Saint Germain – das Leben eines Alchemisten nach großenteils unveröffentlichten Urkunden, Dresden, Paul Aretz Verlag 1923, 1925, online

Weitere Literatur:
- Pierre Andremont: Les trois vies du comte de Saint-Germain, Genf 1980
- Roman Belousov: Graf Sen-Zhermen, Moskau, Olimp 1999 (Russisch)
- Heinrich Benedikt: Die Geheimnisse des Grafen von Saint-Germain, in Benedikt: Als Belgien österreichisch war, Verlag Herold, Wien 1965, S. 131–143 (mit Wiedergabe von Teilen des Briefwechsels von Kaunitz und Cobenzl)
- Una Birch: Secret societies and the French revolution, London 1911, Archive
- Friedrich Bülau: Geheime Geschichten und rätselhafte Menschen. Reclam, Leipzig 1892 ff
  - 3. Cagliostro, Der Graf von Saint-Germain u. a. 1893, deutsche Ausgabe
- Eliza Marian Butler: The myth of the magus, Cambridge UP 1948, 1993, Kapitel 2: The man of mystery
- Rives Childs: Casanova, Blanvalet 1977, reprint Büchergilde Gutenberg 1978, S. 100ff
- Isabel Cooper-Oakley: The Comte de Saint Germain. The secret kings. The Theosophical Publishing House, London 1985, ISBN 07229-5146-9 (Repr. d. Ausg. Mailand 1930) (Abdruck vieler Dokumente, teilweise aber unzuverlässige Quellen)
- Neil Cornwell: You've heard of the Count Saint-Germain ..." —in Pushkin's „The Queen of Spades“ and Far Beyond, New Zealand Slavonic Journal, Festschrift in honour of Arnold McMillin, 2002, S. 49–66
- Christiane Feuerstack: Graf Saint Germain. Im Spiegel der Widersprüche. Borbyer Werkstatt Verlag, Eckernförde 2004, ISBN 3-924964-22-X
- Thomas Freller: Magier, Fälscher, Abenteurer, Cagliostro, Vella, St. Germain, Artemis Winkler 2006
  - Der Abschnitt über Saint Germain erschien auch als: Der Graf von Saint-Germain, Alchemist oder Hochstapler ?, Jan Thorbecke Verlag, 2015
- Manly P. Hall: The most holy trinosophia of the Comte de St. Germain. The Philosophical Research Society, Los Angeles, Calif. 1962 (mit Kommentar und Biografie) (Zuschreibung dieses Buches an Saint-Germain unsicher)
- Maurice Heim: Le vrai visage du Comte de Saint Germain. Gallimard, Paris 1957
- Willers Jessen: Der Graf Saint-Germain 1907, reprint Jahrbuch Heimatgemeinschaft Eckernförde Heft 5, Eckernförde 2004
- Andrew Lang: Historical mysteries, 1904, Kapitel Saint Germain the deathless, online
- L. A. Langeveld: Der Graf von Saint Germain. Der abenteuerliche Fürstenerzieher des 18. Jahrhunderts. Starczewski, Höhr-Grenzhausen 1993, ISBN 3-925612-22-X (Repr. d. Ausg. Berlin 1930) (unzuverlässige Quellen)
- Pierre Lhermier: Le mysterieux comte de Saint Germain, Paris, Edition Colbert, 1943
- Marie Antoinette von Lowzow: Saint Germain - Den mystiske greve, Dansk Historisk Håndbogsforlag, Kopenhagen, 1981.
- Charles Mackay: Extraordinary popular delusions and the madness of crowds, London 1841, mehrfach nachgedruckt, online in Bd. 3
- Mieke Mosmuller, Thomas Senne, Jos Mosmuller: Der Graf von Saint Germain und die Musik, Occident Verlag 2018, ISBN 978-3-946699-07-1.
- Jean Moura, Paul Louvet: Saint Germain, le Rose-Croix immortel. Editions J'ai Lu, Paris 1973 (Repr. d. Ausg. Paris 1934)
- Raphael Patai: The Jewish Alchemists: A History and Source Book, Princeton University Press 1994 (Kapitel 37, S. 463–479)
- B. Röse, Germain (-Saint), in Ersch, Gruber (Hrsg.), Allgemeine Encyclopädie der Wissenschaften und Künste, Leipzig, Brockhaus 1855, Digitalisat, SUB Göttingen
- Irene Tetzlaff: Unter den Flügeln des Phönix. Der Graf von Saint Germain; Aussagen, Meinungen, Überlieferungen. Mellinger Verlag, Stuttgart 1992, ISBN 3-88069-289-0. (teilweise unzuverlässige Quellen)
- Franz Wegener: Der Freimaurergarten. Die geheimen Gärten der Freimaurer des 18. Jahrhunderts, Gladbeck 2008, ISBN 978-3-931300-22-7.
- Colin Wilson: Das Okkulte, März Verlag 1982, reprint Fourier 1995 (engl. Original 1971), S. 449ff

Aufsätze:
- Rainer Beuthel: Saint-Germain und das Okkulte, in: Wer war "Graf Saint-Germain"? Eine historisch-kritische Bestandsaufnahme, Jahrbuch der Heimatgemeinschaft Eckernförde: Beihefte "Materialien und Forschungen aus der Region"; 5, Eckernförde 2004
- Hartmut Verfürden: Der Graf von St. Germain – Skizzen eines Lebensweges, in: Landgraf Carl von Hessen, Vorträge zu einer Ausstellung, hrsg. von Landesarchiv Schleswig-Holstein, Schleswig 1997, Seite 139ff
- Hartmut Verfürden: Der Graf von Saint-Germain und Eckernförde, in: Wer war „Graf Saint-Germain“: eine historisch-kritische Bestandsaufnahme, Jahrbuch der Heimatgemeinschaft Eckernförde e. V. : Beihefte „Materialien und Forschungen aus der Region“; 5, Eckernförde 2004
- Hartmut Verfürden: "Er tadelte auch Leibnitzen." Der Graf von Saint-Germain in Presseberichten aus seinem Sterbejahr 1784, in: Jahrbuch der Heimatgemeinschaft Eckernförde, 70. Jahrgang, 2012, Seite 31 bis 41

### Belletristik
- Eduard Maria Oettinger: Der Graf von Saint-Germain, Reclam 1846
- Karl May: Aqua benedetta. In: Frohe Stunden, 1877, online
- Karl May: Ein Fürst des Schwindels. In: Deutscher Hausschatz, 1880, online (Überarbeitete und erweiterte Fassung von Aqua benedetta)
- Irene Tetzlaff: Der Graf von Saint Germain. Licht der Finsternis. Mellinger, Stuttgart 1980, ISBN 3-88069-020-0
- Peter Krassa: Der Wiedergänger. Das zeitlose Leben des Grafen St. Germain. Herbig, München 1998, ISBN 3-7766-2062-5
- Alexandre Dumas: Die Halsbandaffaire (Cagliostro, der der Dubarry eine düstere Zukunft vorhersagt, trägt deutliche Züge von Saint-Germain)
- Chelsea Quinn Yarbro: Hotel Transylvania. Festa, Almersbach 2003, ISBN 3-935822-57-X; Palast der Vampire, Festa Verlag, Leipzig 2005, ISBN 3-86552-012-X (Der Graf von Saint-Germain taucht in beiden Romanen als Hauptfigur als Vampirgraf auf, es wird Bezug auf seine musikalischen, historischen und alchemistischen Kenntnisse genommen; diese ähneln ziemlich genau den Beschreibungen des historischen Grafen von Saint-Germain. Einige Hintergrundinformationen lassen sich am Ende des Buches Hotel Transylvania finden)

Als Nebenfigur taucht Saint-Germain unter anderem in folgenden Büchern auf:
- Jan Potocki, Die Handschrift von Saragossa, nachgelassenes Werk des 1815 gestorbenen Autors
- Jules Janin: Barnave, 1831
- Alexander Sergejewitsch Puschkin: Pique Dame, 1834, online
- William Makepeace Thackeray: The notch and the axe, in: Roundabout papers, 1862, online
- George Sand: La Comtesse de Rudolstadt, 1843
- Edward Bulwer-Lytton: The haunted and the haunters, 1857, online
- Rainer Maria Rilke: Die Aufzeichnungen des Malte Laurids Brigge, Kapitel 44 als Marquis Bellmare, 1910, online
- Horst Wolfram Geißler: Der Puppenspieler, 1929
- Mária Szepes: Der rote Löwe, 1946
- Alexander Lernet-Holenia: Der Graf von Saint-Germain, 1947 (wobei darin nur eine Prophezeiung von Saint-Germain eine Rolle spielt)
- Umberto Eco: Il pendolo di Foucault, 1988
- Diana Gabaldon: Die geliehene Zeit (Originalausgabe: Dragonfly in Amber, 1992)
- Kai Meyer: Die Unsterbliche, 2001
- Christoph Marzi: Lycidas, 2004
- Christoph Marzi: Lilith, 2005
- Andreas Wilhelm: Projekt Babylon, 2006
- Raymon Khoury: Sanctuary, 2007
- Michael Scott: The Secrets of the Immortal Nicholas Flamel (Fantasyreihe, 2007ff)
- Kerstin Gier: Rubinrot, Saphirblau, Smaragdgrün („Edelstein-Trilogie“, 2009/10)
- Andrzej Sarwa: Wieszczba krwawej głowy (Blutige Prophezeiung): Armoryka 2017 und Cmentarz św. Medarda (Friedhof Sankt Medard) Armoryka 2018
- Marcus Schütz: Meilenweit - Ein fantastisches Abenteuer, 2018

### Filme
- Dem Grafen von Saint Germain legt im Roman von Georges Langelaan, Les robots pensants die junge Heldin Penny Vanderwood das Handwerk (1975 verfilmt als Schach dem Roboter mit Claude Jade als Penny und André Reybaz als Comte de Saint Germain)
- Unterwegs nach Atlantis, Fernsehserie
- Rubinrot und die Fortsetzungen Saphirblau und Smaragdgrün.
- Warehouse 13
- Royal Pains (Fernsehserie, Staffel 5 Folge 8)
- Outlander (Fernsehserie, Staffel 2)